# Dichaetocoris gillespiei
Dichaetocoris gillespiei är en insektsart som beskrevs av Schwartz och Samuel Hubbard Scudder 2003. Dichaetocoris gillespiei ingår i släktet Dichaetocoris och familjen ängsskinnbaggar. Inga underarter finns listade i Catalogue of Life.